# Penisola Freycinet
La penisola Freycinet (o penisola di Freycinet) è una vasta penisola situata sulla costa orientale dell'isola della Tasmania, in Australia.
La penisola è situata a nord di Schouten Island, e contiene il Parco Nazionale Freycinet.

## Caratteristiche

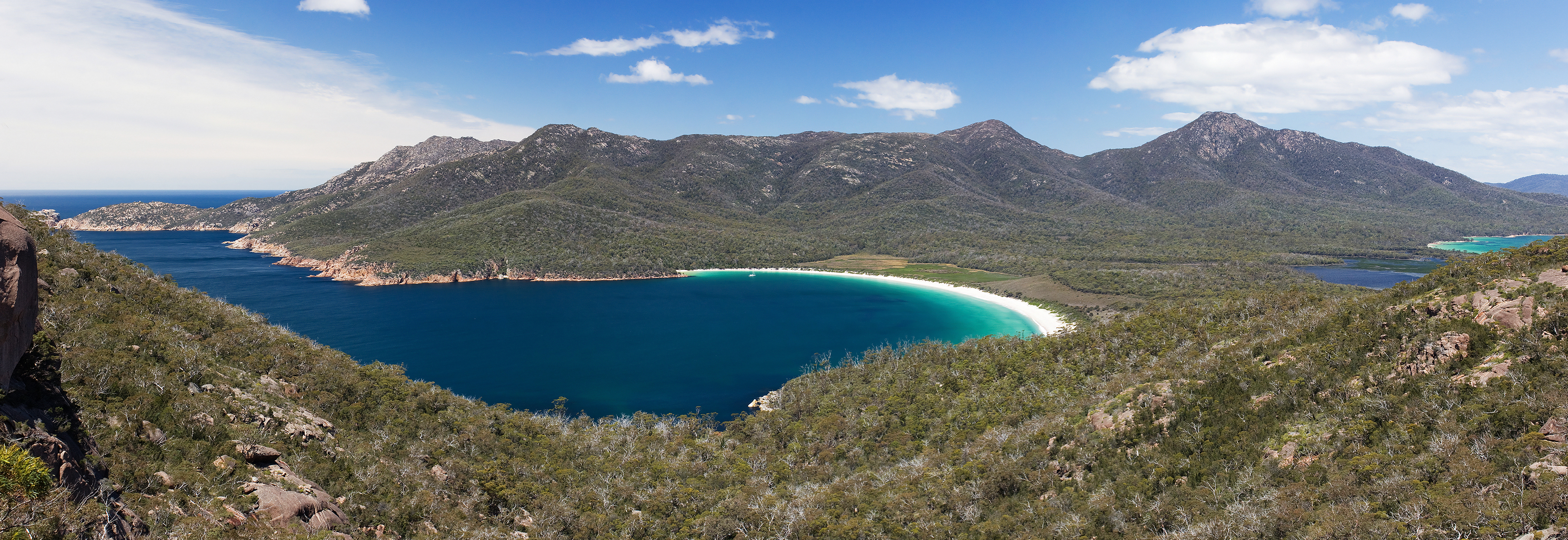
La baia Wineglass: sullo sfondo si possono vedere il monte Freycinet (a destra) e il monte Graham (a sinistra).

La penisola appare come una vasta incisione nella linea costiera della Tasmania orientale. È nota per la catena montuosa chiamata The Hazards e costituita da granito rosa, e per le sue spiagge di sabbia bianca. Nella penisola ha sede il Parco Nazionale Freycinet, il primo parco nazionale della Tasmania assieme al Parco Nazionale del Monte Field. Sulla penisola si trovano anche il villaggio di Coles Bay, la Friendly Beaches Reserve e le baie di Wineglass e Honeymoon.

## Storia

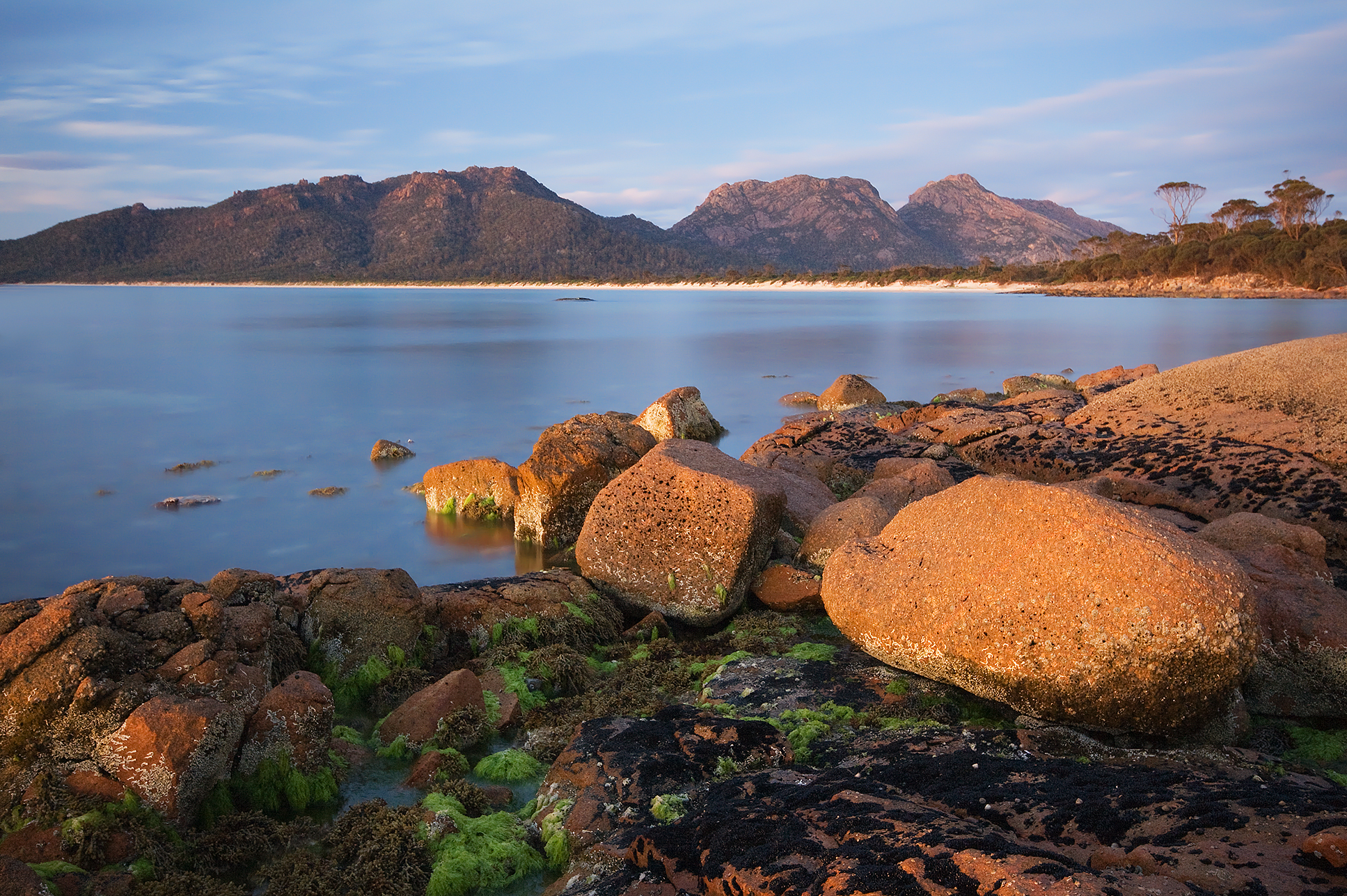
La catena montuosa The Hazards vista da Hazards Beach.

L'isola di Vanderlyn fu l'ultimo posto dell'Australia visitato da Abel Tasman nel 1642 prima di dirigersi verso est in direzione della Nuova Zelanda.
Il primo sbarco di europei fu quello del capitano Weatherhead che comandava il mercantile Matilda il 27 luglio 1791. A causa dell'istmo molto stretto sia Weatherhead che Tasman scambiarono la penisola per un'isola.
L'esploratore francese Nicolas Baudin diede alla penisola il nome del connazionale Louis de Freycinet. Baudin assegnò i nomi anche a Capo Baudin, Capo Faure, Capo Forestier e alla Baia Thouin, che tuttavia oggi è conosciuta come Baia Wineglass.